# 21Sextury
21Sextury (auch 21 Sextury, 21st Sextury oder 21Sextury.com Productions) ist ein Netzwerk, das derzeit den Zugang zu über 30 pornografischen Websites ermöglicht. Die Marke befindet sich im Besitz des in Sliema, Malta, ansässigen Unternehmens Gamma Entertainment Inc.

## Geschichte
Ursprünglich war 21 Sextury eine amerikanische Produktionsgesellschaft für pornografische Medien mit Sitz in Scottsdale, Arizona. Sie wurde 2003 gegründet und setzte auf osteuropäische Darstellerinnen wie Zsanett Égerházi (alias Sandy), Anetta Keys, Sophie Moone und Mia Stone sowie insbesondere den Online-Vertrieb. Zu den ersten Websites, die betrieben wurden, gehörten u. a. ClubSandy.com und PixandVideo.com. Die Gesellschaft setzte dabei schon Mitte der 2000er-Jahre auf mobile Zugriffsmöglichkeiten und stellte die Inhalte auch via WAP zur Verfügung. Bei einer Rezension als Netzwerk von (Anfang 2010) rund 40 Websites im 21Sextury-Netzwerk wurde lobend das Angebot an hochaufgelösten Filmen und Bildern hervorgehoben. Gleichzeitig wurde kritisiert, dass zu dem damaligen Zeitpunkt nicht alle der verfügbaren Websites auch genannt waren, ein Teil keine regelmäßigen Updates erfuhr und der Vollzugriff nach einem gestaffelten System der Mitgliedschaft erst nach drei Monaten erfolgte.
Später wurde das Spektrum der Darstellerinnen auch um Vertreter aus den Vereinigten Staaten erweitert und die ursprünglich gewählten Nischen (darunter Fußfetischismus und die Darstellung lesbischer Sexualität) erweitert (u. a. Mature und Gape). Zu einem nicht näher bekannten Zeitpunkt wechselten die Rechte an 21Sextury zu Gamma Entertainment.

## Darsteller
Die Liste der Darstellerinnen, die seit 2003 Szenen für 21Sextury gedreht haben, umfasst neben Sandy und Anetta Keys u. a. Aletta Ocean, Erica Fontes, Cameron Bay, Puma Swede, Mya Diamond, Angel Dark, Mia Malkova, Tory Lane, Maddy O’Reilly, Kagney Linn Karter, Asa Akira, Riley Reid, Dillion Harper, Jenna Presley, Alexis Texas und Katsuni. Zu den männlichen Darstellern mit Szenen gehört u. a. Bruce Venture.

## Awards
AVN Award
- 2007: Nominierung „Best Specialty Release“ (Footsie Babes)[6]
- 2009: Nominierungen „Best All-Girl Release“ (Sugar Candy 2), „Best Foreign All Sex Series“ (Seductive)[7]
- 2010: Nominierung „Best Foot/Leg Fetish Release“ (Footsie Babes)[8]
- 2011: Nominierung „Best Specialty Series“ (Footsie Babes)[8]

Venus Award
- 2005: Best New Company in Europe[9]

XBIZ Award
- 2013: Nominierungen „Adult Site of the Year“ (21Sextury.com) und „European Affiliate Program of the Year“ (21Sextury Cash)[10]
- 2014: „Adult Site of the Year“ (21Sextury.com)[11], Nominierungen „Mobile Site of the Year“ (21Sextury.com), „Affiliate Program of the Year – Single-Platform“ und „European Affiliate Program of the Year“ (beide 21SexturyCash)[12]
- 2015: Nominierungen „Adult Site of the Year – Video“ (21Sextury.com) und „Affiliate Program of the Year – European“ (21SexturyCash)[13]
- 2016: Nominierungen Adult Site of the Year – Video (21Sextury.com) und „Affiliate Program of the Year – Paysite“ (21SexturyCash)[14]
- 2017: Nominierungen Adult Site of the Year – Video (21Sextury.com) und „Affiliate Program of the Year – Paysite“ (21SexturyCash)[15]